# Siemens SL45

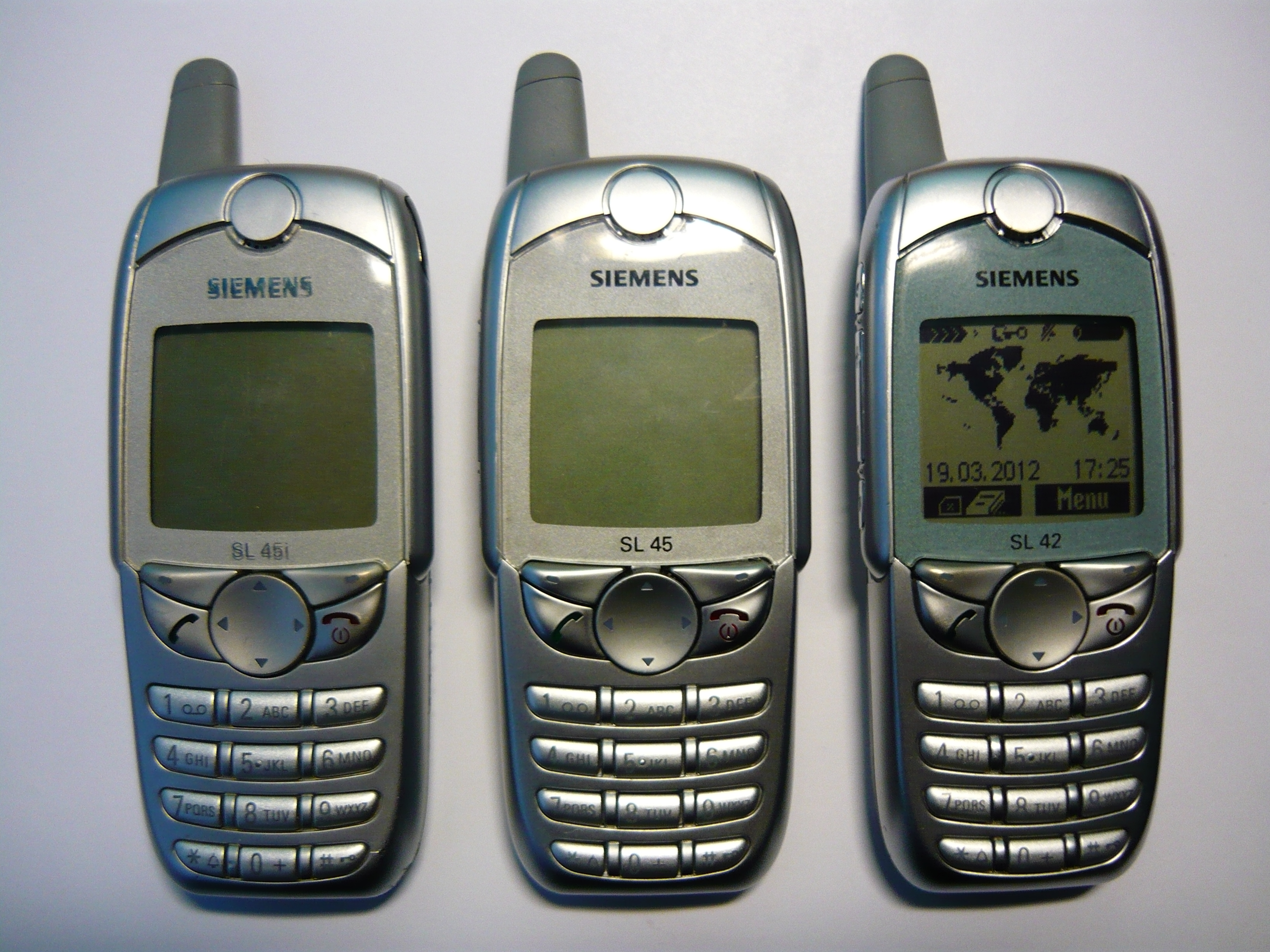
Siemens SL45i, SL45, SL42

Das Siemens SL45 ist ein Businesshandy der Oberklasse (SL) des ehemaligen Handyherstellers Siemens Mobile, das Ende 2000 auf den Markt kam. Es verfügte als erstes Handy der Welt über eine austauschbare Speicherkarte (Multimedia Card (MMC)) sowie einen integrierten MP3-Player. Eine Besonderheit im mitgelieferten Zubehör stellten die Kopfhörer der Firma Sennheiser dar, die auch als Freisprecheinrichtung nutzbar waren.

## Ausstattung
Siemens-Originalzubehör:
- Reserveakku (Li-Ion, 540 oder 1000 mAh)
- Telefontaschen
- Datenkabel
- Multimedia Card (16 oder 32 MB)
- Reiseladegerät
- Mobiles Freisprechset (PTT)
- Stereo-Kopfhörer mit PTT-Taste
- HomeStation (kombiniert Mobil- und Festnetz)

## Produktgeschichte
Obwohl das SL 45 bereits gut ausgestattet war und mit dem MP3-Player eine wirkliche nützliche Neuheit darstellte, konnte es sich nicht auf dem Markt durchsetzen. Es war seiner Zeit voraus, denn der MP3-Player-Boom setzte erst einige Jahre später ein. Zudem war die Display-Technik des SL 45 schnell überholt und polyphone Klingeltöne konnten ebenfalls noch nicht genutzt werden. So wurde das SL 45 schnell von neueren Modellen abgelöst. Ebenfalls hinderlich war der hohe Anschaffungspreis.
Die SL-Modelle 55 und 65 wurden zu Designgeräten gemacht und der MP3-Player geriet in Vergessenheit. Erst als der Boom in vollem Gange war, wurde die 75er-Reihe mit MP3-Funktionen angeboten, doch da war das Ende mit dem Übergang auf Benq schon besiegelt.

## Erweiterbarkeit
Es ist möglich, das Telefon über sogenannte Flash-Patches mit weiteren Funktionen zu versehen. Dies setzt in den meisten Fällen die Firmware v56 voraus. Die nativen Funktionen des Gerätes werden massiv erweitert – so ist es möglich, Anrufrekorder, Multi-SIM Fähigkeiten, "GPS" (über den CellBroadcast), Anrufbilder und "Pseudo"-Polyphone Klingeltöne zu nutzen.
Für den chinesischen Markt war die letzte populäre Firmware die v55. In der Regel ist es leicht möglich, v55 Patches zu v56 zu portieren.
Es können nur MMC mit max. 1 GB verwendet werden, wobei max. ~700 MB im Ordner mp3 liegen dürfen. Einige 1 GB große MMC und rsMMC sind nicht verwendbar. Kompatible 2 GB sind nicht bekannt, auch nicht mit Firmware 56; es gibt jedoch eine modifizierte Firmware 56.
Als Flashprogramm wird der V_Klay-Patcher von ValeriVi benutzt. Dieser Patcher kann über den Bootloader des Mobilgerätes den Flashspeicher modifizieren. Hierbei werden in der Regel Sprungpunkte innerhalb der Firmware modifiziert und auf ungenutzte Bereiche umgeleitet, in denen die erweiterten Funktionen abgespeichert werden. Seit 2006 ist diese Art der Modifikation des SL45i größtenteils eingestellt, da neuere Telefonmodelle auf den Markt strömten.
Das SL45 basiert auf der Hardwareplattform der x35-Serie (S35, M35, C35) und ist nicht vergleichbar mit dem S45i, das immerhin schon GPRS nutzen konnte.

## Modellähnlichkeiten
Ähnliche bzw. Folgemodelle waren das SL45i, SL42 und SL42i, die weitgehend die gleiche Hardware hatten, sich aber in Software und Ausstattung voneinander unterschieden.
Das Modell SL42 sowie auch die SL42i und SL45 lassen sich per Firmwareupdate (weitgehend) auf den Stand des SL 45i aufrüsten. Letzter populärer Firmwarestand ist die Firmware (Version) 56, die hierfür offiziell freigegeben sein soll.